# Jarak
Jarak je vrsta veštačkog potoka ili kanala. Jarak može biti korišten kao drenaža, za odvođenje vode iz nižih terena, da odvodi vodu duž puteva ili polja, ili da kanališe vodu sa udaljenih područja u svrhu navodnjavanja biljaka.  

## Funkcija
Jarci se koriste za navodnjavanje, ili kao drenaža za odvodnjavanje tla. Drenažni jarkovi igraju glavnu ulogu u poljoprivredi širom sveta. Nepravilno izvedeni drenažni sistemi ubrzavaju zagađenost vode, preterano isušuju tlo tokom sezonskih suša, i postaju finansijski iscrpljujući za održavanje.

## Održivost odvodnih jarkova
Drenažni jarci igraju glavnu ulogu u poljoprivredi širom sveta. Neodgovarajući sistemi odvodnje ubrzavaju zagađenje vode, prekomerno isušuju zemljište tokom sezonske suše i postaju finansijski teret za održavanje. Industrijska oprema za zemljane radove olakšava održavanje ravnih odvodnih rovova, ali ukopavanje rezultira povećanjem ekoloških i na kraju dubokih ekonomskih troškova tokom vremena.
Održivi dizajn kanala može rezultirati jarcima koji se uglavnom održavaju zbog prirodne geomorfološke ravnoteže. Usporena siltacija i erozija rezultiraju neto smanjenjem transporta nanosa. Podsticanje razvoja prirodne zavojitosti potoka i preseka kanala sa više terasa izgleda da su ključni za održavanje kako vršnog kapaciteta drenaže jaraka, tako i minimalnog neto zagađenja i transporta hranljivih materija.
Poplave mogu biti glavni uzrok ponavljajućeg gubitka useva - posebno na teškim zemljištima - a takođe mogu ozbiljno poremetiti urbane ekonomije. Podzemna drenaža u kanale nudi način za uklanjanje viška vode sa poljoprivrednih polja ili vitalnih urbanih prostora, bez stopa erozije i transporta zagađenja koji su rezultat direktnog površinskog oticanja. Međutim, prekomerna drenaža rezultira ponavljajućim sušom uzrokovanim gubicima prinosa useva i ozbiljnijim gradskim vrućinama ili isušivanjem.
Kontrolisana podzemna drenaža iz osetljivih područja u vegetirane drenažne jarkove omogućava bolji balans između odvodnje vode i potreba za zadržavanjem vode. Početna investicija omogućava zajednici da crpi lokalne vodostaje kada i gde je to potrebno, a da ne pogoršava probleme sa sušom u drugim vremenima.

## Kanali za preusmeravanje vode
U američkoj saveznoj državi Koloradu termin jarak se primenjuje i na otvorene akvedukte koji prelaze brdske obronke kao deo projekata trans-slivnog preusmeravanja. Primeri uključuju Veliki jarak preko prevoja La Podra, jarak Bertodovog prevoja i jarak Borejovog prevoja.

## Herbicidi
Herbicidi se mogu koristiti za održavanje jarka. Ovo se prvenstveno radi da bi se uskratilo utočište korovima koji bi napredovali u susedno polje, ali umesto toga može uključiti samo herbicide širokog lišća posebno za proizvodnju stočne hrane i/ili sena (videti §Za stočnu hranu i seno ispod).

## Za stočnu hranu i seno
Jarkovi mogu da obezbede stočnu hranu ili da se mogu kositi za seno. Međutim, ako se koriste herbicidi, dobijeni stajnjak ne može nužno da se koristi na poljima useva, jer će se u nekim slučajevima herbicidi zadržati i izazvati povrede useva.

## Literatura
- Barbagallo, Tricia (1. 6. 2005). „Black Beach: The Mucklands of Canastota, New York” (PDF). Архивирано из оригинала (PDF) 25. 6. 2008. г. Приступљено 4. 6. 2008.
- Agricultural Drainage Criteria. Chapter 17 in: H.P.Ritzema (ed. 1994), Drainage Principles and Applications, ILRI Publication 16, p.635-690. International Institute for Land Reclamation and Improvement (ILRI), Wageningen, The Netherlands.  90-70754-33-9. Free download from :  , under nr. 1, or directly as PDF :
- Oosterbaan, R.J., H.A. Gunneweg and A. Huizing 1987. Water control for rice cultivation in small valleys of West Africa. In: ILRI Annual Report 1986 pp. 30-49. International Institute for Land Reclamation and Improvement (ILRI), Wageningen, The Netherlands. Download from :  , under nr. 8, or directly as PDF :
- R.J.Sevenhuijsen, 1994. Surface Drainage Systems. In: H.P.Ritzema (ed.), Drainage Principles and Applications,  ILRI Publication 16, p.799-826. International Institute for Land Reclamation and Improvement ( ILRI), Wageningen, The Netherlands.  90-70754-33-9
- Qorani, M., M.S. Abdel Dayem and R.J. Oosterbaan 1990. Evaluation of restricted subsurface drainage in rice fields. In: Symposium on land drainage for salinity control in arid and semi-arid regions, Vol. 3. Drainage Research Institute, Cairo
- Rao, K.V.G.K., D.P. Sharma and R.J. Oosterbaan 1992. Sub-irrigation by groundwater management with controlled subsurface drainage in semi-arid areas. International Conference on Supplementary Irrigation and Drought Management, Bari, Italy
- M.G.Bos, 1994. Subsurface Drainage Systems. In: H.P.Ritzema (ed.), Drainage Principles and Applications, ILRI Publication 16, p.725-798. International Institute for Land Reclamation and Improvement (ILRI), Wageningen, The Netherlands.  90-70754-33-9
- W.S. de Vries and E.J. Huyskes, 1994. Gravity Outlet Structures. In: H.P.Ritzema (ed.), Drainage Principles and Applications, ILRI Publication 16, p.965-1000. International Institute for Land Reclamation and Improvement, Wageningen (ILRI), The Netherlands.  90-70754-33-9
- J.Wijdieks and M.G.Bos, 1994. Pumps and Pumping Stations. In: H.P.Ritzema (ed.), Drainage Principles and Applications, ILRI Publication 16, p.965-1000. International Institute for Land Reclamation and Improvement (ILRI), Wageningen, The Netherlands.  90-70754-33-9
- De Jong, M.H. 1979. Drainage of structured clay soils. In: J. Wesseling (ed.), Proceedings of the International Drainage Workshop. ILRI Publication 25, pp. 268-280. International Institute for Land Reclamation and Improvement (ILRI), Wageningen, The Netherlands.  90-70260-54-9
- Nosenko, P.P. and I.S. Zonn 1976. Land Drainage in the World. ICID Bulletin 25, 1, pp.65-70.
- General case studies of drainage methods and systems in agricultural land. Lecture note, International Course on Land Drainage (ICLD), International Institute for Land Reclamation and Improvement (ILRI), Wageningen, The Netherlands. Download from :  , under nr. 4, or directly as PDF :
- Wild, Thomas C. (2011). „Deculverting: reviewing the evidence on the 'daylighting' and restoration of culverted rivers.”. Water and Environment Journal. 25 (3): 412—421. doi:10.1111/j.1747-6593.2010.00236.x.
- Hadfield, Charles (1966). The Canals of the West Midlands. David & Charles. ISBN 978-0-7153-4660-0.
- Hadfield, Charles (1981). The Canal Age (Second изд.). David & Charles. ISBN 978-0-7153-8079-6.
- Reader's Digest Library of Modern Knowledge. London: Readers Digest. 1978. стр. 990.
- Langmead, Donald. Encyclopedia of Architectural and Engineering Feats. ABC-CLIO. стр. 37. ISBN 978-1-57607-112-0. Приступљено 15. 2. 2013. „the world's largest artificial waterway and oldest canal still in existence”
- Burton, Anthony (1995) [1989]. The Great Days of the Canals. Twickenham: Tiger Books. ISBN 978-1-85501-695-8.
- Calvert, Roger (1963), Inland Waterways of Europe, George Allen and Unwin
- Edwards-May, David (2008), European Waterways - map and concise directory, 3rd edition, Euromapping
- Hadfield, Charles (1986). World Canals: Inland Navigation Past and Present. David and Charles. ISBN 978-0-7153-8555-5.
- Needham, J (1971), Science and Civilisation in China, C.U.P. Cambridge
- Rodda, J. C. (2004), The Basis of Civilization - Water Science?, International Association of Hydrological Sciences
- Mussen, T. D.; Cocherell, D.; Poletto, J. B.; Reardon, J. S.; Hockett, Z.; Ercan, A.; Bandeh, H.; Kavvas, M. L.; Cech Jr, J. J.; Fangue, N. A. (2014).  Fulton, Christopher J, ур. „Unscreened Water-Diversion Pipes Pose an Entrainment Risk to the Threatened Green Sturgeon, Acipenser medirostris”. PLOS ONE. 9 (1): e86321. Bibcode:2014PLoSO...986321M. PMC 3893286 . PMID 24454967. doi:10.1371/journal.pone.0086321 .